# Phare de Ponta Leste
Le phare de Ponta Leste  est un phare situé sur Ponta Leste, à l'extrémité est de l'île de São Nicolau l'une des îles de Barlavento, au Cap-Vert. 
Ce phare géré par la Direction de la Marine et des Ports (Direcção Geral de Marinha e Portos ou DGMP) .

## Histoire
Ponta Leste ou Ponta Calheta est le point le plus à l'ouest de l'île de São Nicolau, à environ 7 km au nord-est de Carriçal, dans la municipalité de Ribeira Brava. Le phare a été érigé sur ce promontoire, à environ 100 mètres en retrait de la mer, sur le point le plus haut.

## Description
Le phare est une tourelle carrée blanche avec une lanterne, de 8 m de haut. Il émet, à une hauteur focale de 73 m, quatre éclats blancs toutes les 10 secondes. Sa portée est de 11 milles nautiques (environ 20 km).
Il guide les navires pour la navigation côtière vers les ports de l'île de Santiago (Porto da Praia) et de Fogo (Vale de Cavaleiros).
Identifiant : ARLHS : CAP-... ; PT-2050 - Amirauté : D2930 - NGA : 113-24144 .

### Lien connexe
- Liste des phares au Cap-Vert